# リック (映画)
『リック』（原題：The Dark Side of the Sun）は、1988年制作のアメリカ合衆国・ユーゴスラビアの映画。
ブラッド・ピットの初主演映画。1988年、当時のユーゴスラビア社会主義連邦共和国で撮影されたが、編集作業が完成する前にユーゴスラビア紛争が勃発、フィルムはバラバラに散逸してしまう。
その後、プロデューサーのアンジェロ・アランジェロヴィッチが、戦時下のバルカン諸国などを5年間捜索してフィルムの断片を丹念に回収・編集してようやく完成、1997年になって公開された幻の映画である。

## あらすじ
アメリカ人青年リックは、太陽の光に当たると死んでしまう先天性造血性ポルフィリン症という奇病を患っていた。そのため、常に全身を皮のスーツで覆っていなければならず、自分の素顔すら見たことがなかった。
彼は父親と共に治療法を求めて旅し、アドリア海に面した小さな島でようやく治療法を見つけるが、それは3日間しか持たないものであった。
しかしリックは、一生病魔に苦しめられ太陽の気持ち良さを知らないで生きるよりも、たった3日間の自由な生き方を選ぶのだった。

## 登場人物
リック
光を浴びると数日で死に至るという皮膚の難病を抱える青年。趣味はバイクに乗ることと本を読むこと。愛車は、赤いボディの『KLR』というバイク。自身が好きな文学作品の一説を暗記していたり、時々文学的感性から発した自身の言葉にフランシスから「詩人みたい」と評される。非常に繊細で周りへの気遣いもできる性格、気さくでユーモアも忘れない。一人になると悩むことも多いが人前ではそういう姿を見せず、自然と明るく振る舞っている。周りから好奇の目で見られるため、人混みが苦手。地元の浜辺に隠れ家があり時々一人で過ごしている。胸元には、母の写真が入ったロケットペンダントを常に身につけている。
フランシス
リックが暮らす街で開かれる地元の祭りで劇をするために訪れた女性。リックと同じくアメリカ人。屈託のない笑顔に素直で明るい性格。将来の夢は映画スターになること。黒ずくめ姿のリック(作中では“黒ずくめの彼”と呼称している)に出会い好意を寄せ始めるが、ほどなくして素顔で現れたリックとは別人と思って接する。“黒ずくめの彼”について「一匹狼で謎めいているのに純粋な所がある」と評している。
ウォルター
リックの父親。難病を患うリックと病気の妻を抱えており、自分のことは二の次で家族を支える。リックが唯一本音を言える相手。2年前までは家族でアメリカに住んでいた。アメリカにある不動産関係の会社を経営しているが、現在はおじに任せていて電話で指示を出している。年齢は不明だが作中で誕生日を迎える。家族想いな性格でリックには時に父として深い愛情を持ち、時に親友のように一緒にはしゃぐなどして接している。
エミリー
リックの母親。詳しくは不明だが病気を患っており、意識はあり体は動かせるが会話ができない状態。気分がいい時は歌を歌ったり、家の中を一人で車椅子で移動している。自身の若い頃の写真を見たフランシスからは、「キレイな人ね」と言われている。
ニーナ
リックの家の家政婦。一般的な家事やミレナの世話などをしている。世話好きで料理上手だがいつも無愛想でめったに笑顔を見せない。
街の雑貨屋の主人
リックがよく買い物に訪れるため、顔なじみ。陽気なおじさんだがたまにうっかりしてミスをしてしまう。
治療師
街の広場近くに住み、地元では「様々な病気やケガを薬草やまじないの力で治す」と言われている。薄暗い部屋で多くの人が治療に訪れているがどこか怪しい人物。毛深くて太った男性。片言の言葉でリックと治療について話す。
広場に住むお爺さん
いつも帽子を被りヒゲを生やした人。持っているタバコを踏み潰して吸えないようにするという変わった方法で禁煙しようとする。リックやウォルターと何度か会って顔なじみになる。
アラン
バイク集団のリーダー。バイク仲間やその彼女たちといつも行動しているが、暴走族ではない。リックと1対1でバイクを使ったちょっとした勝負をする。愛車は、青いボディのYAMAHAの『TENERE』というバイク。
小劇団の男3人組（エド、ニット、アレックス）
フランシスの芝居仲間(ただしフランシスは、今回の演劇祭限定で出演を依頼されたゲスト女優)リックの街の祭りの演劇祭に参加する。エドは普段から雑な言動をしていて酒癖も悪く、リックに絡んでくる。

## リックの病気について
作中では、リックの病気について「アレルギー性皮膚炎の極端にひどいもので太陽や電灯などのあらゆる光を浴びるとその後皮膚がただれて腫れ上がり、数日ほどで命を失う」と説明されている。これまでにリックは、ユーゴスラビアに来る前にイギリスやモスクワなど世界中の有名な医者を訪ねているが、ほとんど良い効果が得られていない状態。
リックの普段着は、光を遮るためにライダースジャケットなどのライディングウェアを日常的に着用。またヘルメットの下(素顔)には、目と口と鼻のわずかなすき間しかない頭部全体を覆うマスクを着用している。ちなみにリックの好きな色なのかは不明だが、これらは全て黒色に統一されている。
屋内でもリックは、上記のマスクを身につけて日常生活を送っており、彼が素顔で過ごせるのは窓やカーテンを締め切り光が遮断された状況下だけである。長年このような生活をしてきたため、家族はもちろんリックですら明るい場所で自分の素顔を鏡で見ることなく成長している。

## キャスト
※括弧内は日本語吹替
- リック - ブラッド・ピット（宮本充）
- フランシス - シェリル・ポラック（水谷優子）
- リックの父親 - ガイ・ボイド（佐々木勝彦）
- リックの母親 - ミレナ・ドラヴィッチ
- ニーナ - ゴリツァ・ポポヴィッチ（真山亜子）
- コンスタンタン・ニショフ